# Britain's Got Talent
Britain's Got Talent (spesso abbreviato in BGT) è un talent show britannico facente parte del franchise Got Talent creato da Simon Cowell. Prodotto sia dal Thames (precedentemente Talkback Thames) che dalla Syco Entertainment e distribuito da FremantleMedia, viene trasmesso su ITV dal 9 giugno 2007 con la conduzione di Ant & Dec.
Al 2023 il programma è arrivato alla sua sedicesima edizione.

## Format
Il programma è un talent show in cui si esibiscono artisti di qualsiasi età e di qualsiasi disciplina, i quali si sottopongono al giudizio di una giuria, durante le audizioni pubbliche svolte all'interno dei teatri del Regno Unito. I concorrenti passeranno la fase delle audizioni per maggioranza semplice: se i giudici seduti al tavolo sono tre, i concorrenti passano con due sì, mentre se sono quattro devono passare con tre sì. Ogni giudice ha davanti a sé un "buzzer", un pulsante rosso che illuminerà una croce rossa corrispondente al giudice che l'ha premuto: se viene premuto il giudice farà capire al concorrente che l'esibizione non è di suo gradimento. Se tutti i giudici premono il pulsante, il concorrente deve automaticamente interrompere l'esibizione sul palco. Dall'ottava edizione entra in gioco anche il "golden buzzer" (pulsante d'oro): se i giudici sono entusiasti dell'esibizione possono premerlo una volta a testa e mandare il concorrente direttamente alle semifinali senza essere giudicato. Nelle fasi successive la decisione finale spetta al pubblico tramite il televoto. Il vincitore del programma ottiene un premio in denaro di 250.000 sterline e l'opportunità di esibirsi al Royal Variety Performance, un galà a cui assistono i componenti della famiglia reale britannica, tra cui anche re Carlo III e la regina consorte Camilla.

## Edizioni
| Edizione | Rete | Prima puntata    | Finale          | Vincitore           | Secondo posto          | Terzo posto          | Presentatore | Giudici      | Giudici       | Giudici          | Giudici          |
| -------- | ---- | ---------------- | --------------- | ------------------- | ---------------------- | -------------------- | ------------ | ------------ | ------------- | ---------------- | ---------------- |
| 1        | ITV  | 9 giugno 2007    | 17 giugno 2007  | Paul Potts          | N.D.                   | N.D.                 | Ant & Dec    | Simon Cowell | Amanda Holden | Piers Morgan     | Piers Morgan     |
| 2        | ITV  | 12 aprile 2008   | 31 maggio 2008  | George Sampson      | Signature              | Andrew Johnston      | Ant & Dec    | Simon Cowell | Amanda Holden | Piers Morgan     | Piers Morgan     |
| 3        | ITV  | 11 aprile 2009   | 30 maggio 2009  | Diversity           | Susan Boyle            | Julian Smith         | Ant & Dec    | Simon Cowell | Amanda Holden | Piers Morgan     | Piers Morgan     |
| 4        | ITV  | 17 aprile 2010   | 5 giugno 2010   | Spelbound           | Twist and Pulse        | Kieran Gaffney       | Ant & Dec    | Simon Cowell | Amanda Holden | Piers Morgan     | Piers Morgan     |
| 5        | ITV  | 16 aprile 2011   | 4 giugno 2011   | Jai McDowall        | Ronan Parke            | New Bounce           | Ant & Dec    | Simon Cowell | Amanda Holden | David Hasselhoff | Michael Mclntyre |
| 6        | ITV  | 24 marzo 2012    | 12 maggio 2012  | Ashleigh and Pudsey | Jonathan and Charlotte | Only Boys Aloud      | Ant & Dec    | Simon Cowell | Amanda Holden | Alesha Dixon     | David Walliams   |
| 7        | ITV  | 13 aprile 2013   | 8 giugno 2013   | Attraction          | Jack Carroll           | Richard & Adam       | Ant & Dec    | Simon Cowell | Amanda Holden | Alesha Dixon     | David Walliams   |
| 8        | ITV  | 12 aprile 2014   | 7 giugno 2014   | Collabro            | Lucy Kay               | Bars & Melody        | Ant & Dec    | Simon Cowell | Amanda Holden | Alesha Dixon     | David Walliams   |
| 9        | ITV  | 11 aprile 2015   | 6 giugno 2015   | Jules & Matice      | Jamie Raven            | Core Glanetwy        | Ant & Dec    | Simon Cowell | Amanda Holden | Alesha Dixon     | David Walliams   |
| 10       | ITV  | 9 aprile 2016    | 28 maggio 2016  | Richard Jones       | Wayne Woodward         | Boogie Storm         | Ant & Dec    | Simon Cowell | Amanda Holden | Alesha Dixon     | David Walliams   |
| 11       | ITV  | 15 aprile 2017   | 3 giugno 2017   | Tokio Myers         | Issy Simpson           | Daliso Chaponda      | Ant & Dec    | Simon Cowell | Amanda Holden | Alesha Dixon     | David Walliams   |
| 12       | ITV  | 14 aprile 2018   | 3 giugno 2018   | Lost Voice Guy      | Robert White           | Donchez Dacres       | Ant & Dec    | Simon Cowell | Amanda Holden | Alesha Dixon     | David Walliams   |
| 13       | ITV  | 6 aprile 2019    | 2 giugno 2019   | Colin Thackery      | X (Marc Spelmann)      | Ben Hart             | Ant & Dec    | Simon Cowell | Amanda Holden | Alesha Dixon     | David Walliams   |
| 14       | ITV  | 11 aprile 2020   | 10 ottobre 2020 | Jon Courtenay       | Sign Along with Us     | Steve Royle          | Ant & Dec    | Simon Cowell | Amanda Holden | Alesha Dixon     | David Walliams   |
| 15       | ITV  | 16 aprile 2022   | 5 giugno 2022   | Axel Blake          | Jamie Leahey           | Tom Ball             | Ant & Dec    | Simon Cowell | Amanda Holden | Alesha Dixon     | David Walliams   |
| 16       | ITV  | 15 aprile 2023   | 4 giugno 2023   | Viggo Venn          | Lilliana Clifton       | Cillian O'Connor     | Ant & Dec    | Simon Cowell | Amanda Holden | Alesha Dixon     | Bruno Tonioli    |
| 17       | ITV  | 20 aprile 2024   | 2 giugno 2024   | Sydnie Christmas    | Jack Rhodes            | Abigail & Afronitaaa | Ant & Dec    | Simon Cowell | Amanda Holden | Alesha Dixon     | Bruno Tonioli    |
| 18       | ITV  | 22 febbraio 2025 | 31 maggio 2025  |                     |                        |                      | Ant & Dec    | Simon Cowell | Amanda Holden | Alesha Dixon     | Bruno Tonioli    |

### Prima edizione (2007)
La prima edizione debutta il 9 giugno 2007, concludendosi il 17 giugno, con la vittoria finale del cantante lirico Paul Potts.

### Seconda edizione (2008)
La seconda edizione debutta il 12 aprile 2008, concludendosi il 24 maggio, con la vittoria finale del ballerino George Sampson.

### Terza edizione (2009)
La terza edizione debutta l'11 aprile 2009, con il successo mediatico internazionale della cantante Susan Boyle. Si è conclusa il 30 maggio 2009 con la vittoria dei Diversity, un gruppo di ballerini. Susan Boyle è arrivata seconda.

### Quarta edizione (2010)
La quarta edizione debutta il 17 aprile 2010, concludendosi il 5 giugno, con la vittoria degli Spellbound, un gruppo di acrobati.

### Quinta edizione (2011)
La quinta edizione debutta il 16 aprile 2011, concludendosi il 4 giugno, con la vittoria di Jai McDowall.

### Sesta edizione (2012)
La sesta edizione debutta il 24 marzo 2012, concludendosi il 12 maggio, con la vittoria di Ashleigh e Pudsey.

### Settima edizione (2013)
La settima edizione debutta il 13 aprile 2013, concludendosi l'8 giugno, con la vittoria di Attraction.

### Ottava edizione (2014)
L'ottava edizione debutta il 12 aprile 2014, concludendosi il 7 giugno, con la vittoria del gruppo di cantanti Collabro. Durante questa edizione è stato introdotto il "golden buzzer", un pulsante dorato posizionato al centro della postazione dei giudici: questo pulsante dà la possibilità, durante le audizioni, ai quattro giudici e ad Ant & Dec di poter mandare un concorrente direttamente alle semifinali, indipendentemente dall'opinione degli altri giudici. È possibile utilizzare questo bonus una sola volta per ogni giudice (e per i presentatori) e sono stati utilizzati tutti i "golden buzzer": Simon Cowell per i cantanti Bars and Melody, Amanda Holden per la coppia di ballerini Paddy & Nico, Alesha Dixon per le cantanti REAformed, David Walliams per Christian Spridon e Ant & Dec per il comico stand-up Toju.

### Nona edizione (2015)
La nona edizione ha avuto inizio l'11 aprile 2015 ed è terminata il 6 giugno e ha come vincitore la ballerina Jules Ogdwayner e il suo cane Matice. Nella stagione il Golden Buzzer di Simon Cowell è stato il cantante Calum Scott. Amanda Holden ha premuto il Golden Buzzer per il coro Revelation Avenue. Alesha Dixon l'ha premuto per i ballerini Entity Allstar. Il Golden Buzzer di David Williams è stata la cantante Lorraine Bowen e Ant & Dec hanno invece deciso di mandare in semi-finale il gruppo di ballerini Boyband.

### Decima edizione (2016)
La decima edizione ha avuto inizio il 9 aprile 2016 ed è terminata il 28 maggio e ha come vincitore il mago Richard Jones. In questa decima stagione sono stati usati tutti i Golden Buzzer: Simon Cowell ha deciso di premere il pulsante d'oro per il gruppo di ballerini Boogie Storm, David Walliams lo ha premuto per la coppia di cantanti Anne e Ian Marshall, Alesha Dixon ha deciso di darlo al coro 100 Voices of Gospel, Amanda Holden lo ha premuto per la cantante Beau Dermott e Ant & Dec per la cantante Jasmine Elcock.

### Undicesima edizione (2017)
L'undicesima edizione ha avuto inizio il 15 aprile 2017 ed è finita il 3 giugno 2017 e ha come vincitore il musicista Tokio Myers. Questa è stata la prima edizione in cui tutti i Golden Buzzer sono arrivati in finale. Il Golden Buzzer di Amanda Holden è stato il comico Daliso Chaponda che è arrivato sul podio classificandosi 3º. Quello di Ant & Dec è stato il comico-mago Matt Edwards. Alesha Dixon ha premuto il pulsante d'oro per il gruppo di ballerine Just Us. Per David Walliams è stato il cantante Kyle Tomlinson e per Simon Cowell la cantante Sarah Ikumu.

### Dodicesima stagione (2018)
Alla fine della finale dell'undicesima stagione, tenutasi il 3 giugno 2017, vengono aperte le audizioni per la prossima stagione. Simon Cowell ha annunciato di ritornare come giudice nella dodicesima stagione; gli altri giudici non hanno ancora annunciato il loro ritorno. Stessa cosa vale per i presentatori.

### Tredicesima stagione (2019)
La tredicesima stagione del format è andata in onda dal 6 aprile 2019 al 2 giugno 2019, e ha visto trionfare Il cantante Colin Thachery, mentre il mentalista Marc Spielmann si è classificato secondo e il mago Ben Hart terzo. La serie ha intrattenuto una media di 8 milioni di telespettatori.

### Quattordicesima stagione (2020)
La quattordicesima stagione del format è andata in onda dall'11 aprile 2020 al 10 ottobre 2020, e ha visto trionfare Il cantante Jon Courtenay, mentre il coro Sing Along With Us si è classificato secondo. La serie, a causa della pandemia di COVID-19, è stata divisa in 2 parti, di cui la prima andata in onda dall'11 aprile 2020 fino al 30 maggio 2020, mentre la seconda è andata in onda dal 30 agosto 2020 al 10 ottobre 2020. In questa stagione sono state prese tutte le misure di sicurezza contro il COVID-19, ovvero distanziamento tra i giudici, presentatori, partecipanti e staff, e pubblico assente in studio e collegato da casa. Il giudice Simon Cowell è stato presente solo nella prima parte della stagione, mentre nella seconda parte è stato sostituito dal ballerino Ashley Banjo, a causa di un intervento alla schiena, che ha portato Cowell a non poter continuare il programma.
Quindicesima stagione (2022)
La quindicesima stagione del format è andata in onda dal 16 aprile 2022 al 5 giugno 2022, e ha visto trionfare il comico Axel Brake, mentre il ventriloquo Jamie Leahey. In questa stagione ha vinto il Golden Buzzer di Simon Cowell.

### Montepremi
Il montepremi non è stato uguale per tutte le stagioni: infatti dalla prima alla quinta stagione il montepremi è stato di £100,000; solo nella sesta stagione è stato di £500,000; e poi dalla settima stagione il montepremi è sempre rimasto a £250,000.
In tutte le stagioni, oltre ai soldi, i concorrenti hanno potuto esibirsi al prestigiosissimo Royal Variety Performance, dove, tra il pubblico, c'è anche la Regina d'Inghilterra.

## Giudici e conduttori

### Giudici
Le prime quattro edizioni dello show vedevano come componenti della giuria l'ideatore del format, il produttore discografico e televisivo Simon Cowell, l'attrice televisiva Amanda Holden e il giornalista Piers Morgan. Prima della quinta stagione, Morgan lascia il programma per sostituire Larry King sulla CNN; viene sostituito da due nuovi giudici, l'attore David Hasselhoff e il comico Michael McIntyre. Nell'ottobre 2011 viene annunciato che né Hasselhoff, né McIntyre sarebbero tornati come giudici. Nel gennaio 2012 viene annunciato che a partire dalla sesta serie, a Cowell e Holden si aggiungeranno la cantante e personaggio televisivo Alesha Dixon e l'attore comico David Walliams. Nel 2023 fa il suo ingresso Bruno Tonioli, prendendo il posto dell'attore comico David Walliams. Nel 2023 Bruno Tonioli prende il posto di David Walliams.
- Legenda:
     Giudice presente;
     Giudice assente.

| Giudice          | Stagione | Stagione | Stagione | Stagione | Stagione | Stagione | Stagione | Stagione | Stagione | Stagione | Stagione | Stagione | Stagione | Stagione | Stagione | Stagione | Stagione | Totale |
| Giudice          | 1        | 2        | 3        | 4        | 5        | 6        | 7        | 8        | 9        | 10       | 11       | 12       | 13       | 14       | 15       | 16       | 17       | Totale |
| ---------------- | -------- | -------- | -------- | -------- | -------- | -------- | -------- | -------- | -------- | -------- | -------- | -------- | -------- | -------- | -------- | -------- | -------- | ------ |
| Simon Cowell     |          |          |          |          |          |          |          |          |          |          |          |          |          |          |          |          |          | 17     |
| Amanda Holden    |          |          |          |          |          |          |          |          |          |          |          |          |          |          |          |          |          | 17     |
| Piers Morgan     |          |          |          |          |          |          |          |          |          |          |          |          |          |          |          |          |          | 4      |
| David Hasselhoff |          |          |          |          |          |          |          |          |          |          |          |          |          |          |          |          |          | 1      |
| Michael McIntyre |          |          |          |          |          |          |          |          |          |          |          |          |          |          |          |          |          | 1      |
| Alesha Dixon     |          |          |          |          |          |          |          |          |          |          |          |          |          |          |          |          |          | 12     |
| David Walliams   |          |          |          |          |          |          |          |          |          |          |          |          |          |          |          |          |          | 10     |
| Bruno Tonioli    |          |          |          |          |          |          |          |          |          |          |          |          |          |          |          |          |          | 2      |

### Conduttori
I conduttori di Britain's Got Talent sono Ant & Dec.